# 5702 Morando
5702 Morando è un asteroide della fascia principale. Scoperto nel 1931, presenta un'orbita caratterizzata da un semiasse maggiore pari a 2,2611953 UA e da un'eccentricità di 0,1255327, inclinata di 5,33446° rispetto all'eclittica.